# World Cocoa Foundation
Die World Cocoa Foundation ist eine Non-Profit-Organisation zur weltweiten Unterstützung von Kakaobauern und ihren Familien. Ziel ist es, das Einkommen der Landwirte zu erhöhen.
Es sollen der verantwortungsbewusste und nachhaltige Kakaoanbau gefördert sowie die Gemeinde und die Genossenschaft der Kakaobauern gestärkt werden. Dazu gehören insbesondere
- die Ausbildung von Männern und Frauen zum produktiveren und damit auch profitablen Anbau von Kakao unter Berücksichtigung von Nachhaltigkeit und verantwortungsvoller Anbautechnik,
- die Unterstützung der Bauern bei der Produktion und Vermarktung über starke, effektive Kooperativen und Genossenschaften,
- die Verringerung von Ernteverlusten und die Verbesserung der Produktivität durch angewandte Forschung,
- die Bewerbung von verantwortungsvollen und sicheren Anbautechniken und
- die Ausweitung des Zugangs zu qualitativ hochwertiger Bildung und Berufsausbildung für junge Leute.

## Tätigkeitsbereiche

### Afrika
Kakao ist eine der wesentlichen Kulturpflanzen in West- und Zentralafrika und belegt ca. 6 Millionen Hektar Anbaufläche in der feuchten Küstenzone. West- und Zentralafrika decken annähernd 70 % des weltweiten Bedarfs an Kakao; 90 % davon wird auf etwa 2 Millionen kleinen Familienfarmen angebaut, die jeweils eine Fläche von 2 Hektar oder weniger bewirtschaften.
Die WCF ist in den Ländern Kamerun, Elfenbeinküste, Ghana, Liberia sowie Nigeria aktiv und fokussiert ihre Tätigkeiten in dieser Region auf folgende Aspekte:
- Ausbildung der Farmer für ein besseres Behandeln von Pflanzenkrankheiten
- Schulung für einen verantwortungsvollen Umgang mit der Umwelt
- Ausbau der Organisation und Zusammenarbeit der Farmer
- Praktische Anwendung der Agroforstwirtschaft und des Anbaus von Mischkulturen
- Verbesserung der Qualität der Bildung in auf dem Anbau von Kakao basierenden Gemeinschaften
- Unterstützung und Aufbau der Schreib-/Lesefertigkeiten sowie der mathematischen Kenntnisse der Jugendlichen und Erwachsenen
- Sensibilisierung der Kinder und Erwachsenen im Hinblick auf HIV, Malaria, Arbeitsschutz und Kinderarbeit

### Südostasien
Südostasien liefert ca. 19 % des weltweiten Bedarfs an Kakao. In der Region gibt es gut eingeführte Kakaoproduzenten wie Indonesien als weltweit drittgrößten Produzenten, aber auch aufstrebende Anbauregionen wie Vietnam und die Philippinen.
Die WCF ist in diesen drei Ländern aktiv und fokussiert ihre Tätigkeiten in dieser Region auf folgende Aspekte:
- Ausbildung der Farmer für ein besseres Behandeln von Pflanzenkrankheiten
- Schulung für einen verantwortungsvollen Umgang mit der Umwelt
- Entwicklung von Techniken zur Bekämpfung des cocoa pod borer[4], einer in der Region weit verbreiteten Plage
- Ausbau der Organisation und Zusammenarbeit der Farmer
- Praktische Anwendung der Agroforstwirtschaft und des Anbaus von Mischkulturen
- Verbesserung der Qualität des Kakaos durch Schulung der Farmer im Umgang mit den Pflanzen nach der Ernte und Einführung von Qualitätskontrollen durch die Genossenschaften
- Verbesserung des Zugangs zu hochwertigem Saatgut durch die Entwicklung von Baumschulen

### Amerika
Die Kakaopflanze hat ihren Ursprung im Amazonasbecken und existierte dort bereits vor mehreren tausend Jahren. Noch heute spielt sie eine wichtige Rolle in Brasilien und in den Anden, aber auch in einigen Ländern in Zentralamerika und in der Karibik. Obwohl die Region lediglich 11 % des weltweiten Bedarfs an Kakao deckt, ist sie berühmt für ihre Edelkakao-Bohnen mit sehr feinem Aroma, die vorwiegend für Premiumprodukte der Schokoladenindustrie verwendet werden.
In Lateinamerika unterstützt die WCF den Aufbau von lokalen, regionalen und internationalen Netzwerken. Die Organisation ist in den Ländern Bolivien, Kolumbien, Ecuador sowie Peru aktiv und fokussiert ihre Tätigkeiten in dieser Region auf folgende Aspekte:
- Ausbildung der Landwirte für ein besseres Behandeln von Pflanzenkrankheiten
- Schulung für einen verantwortungsvollen Umgang mit der Umwelt
- Entwicklung von Techniken zur Vermeidung von Frostschäden und zur Bekämpfung des in der Region verbreiteten Hexenbesens
- Ausbau der Organisation und Zusammenarbeit der Farmer
- Praktische Anwendung der Agroforstwirtschaft und des Anbaus von Mischkulturen
- Verbesserung der Qualität des Kakaos durch Schulung der Farmer im Umgang mit den Pflanzen nach der Ernte und Einführung von Qualitätskontrollen durch die Genossenschaften